# Escut del Genovés
L'escut del Genovés és un símbol representatiu oficial del municipi del Genovés, municipi del País Valencià, a la comarca de la Costera. Té el següent blasonament:
| « | Escut quadrilong de punta redona. Partit. Al primer quarter, d'or una mata de fenoll de sinople. Al segon quarter, d'atzur flor de lis i mitja d'or. En cap, d'argent la font de Sant Pasqual. Al timbre, corona reial oberta. | » |

## Història
L'escut va ser aprovat per Resolució del 3 de novembre de 2003, del conseller de Justícia i Administracions Públiques, publicada en el Diari Oficial de la Generalitat Valenciana número 4632, del 18 de novembre del mateix any.
A la part superior de l'escut apareix representada la font de Sant Pasqual, una construcció emblemàtica de la localitat que data del segle xviii. A la part inferior apareixen representades les armes dels Fenollet de Castellvert, antics senyors de la població.